# 6-氟二甲基色胺
6-氟二甲基色胺，或称为6-氟-N,N-二甲基色胺（英語：6-Fluoro-N,N-dimethyltryptamine，简称6-fluoro-DMT）是一种含氮有机氟化合物，化学式C
12H
15FN
2，为人工合成的5-羟色胺受体调节剂。